# Rem als Jocs Olímpics d'estiu de 1912
Als Jocs Olímpics de 1912 celebrats a la ciutat d'Estocolm (Suècia) es disputaren quatre proves en rem, totes elles en categoria masculina. Les proves es realitzaren entre el 17 i el 19 de juliol a la badia de Djurgårdsbrunnsviken.

## Participating nations
Hi participaren un total de 186 remers de 14 nacionalitats diferents:
| - Australàsia (10) - Àustria (6) - Bèlgica (6) - Bohèmia (2) - Canadà (10) - Dinamarca (15) - Finlàndia (6) | - França (17) - Hongria (11) - Imperi Alemany (26) - Imperi Rus (1) - Noruega (24) - Regne Unit (24) - Suècia (28) |

## Resum de medalles
| Prova                                            | Or | Argent | Bronze |
| Scull individual detalls                         | William Kinnear | Polydore Veirman | Everard Butler Mart Kuusik |
| Quatre amb timoner detalls                       | Imperi Alemany · LudwigshafenAlbert Arnheiter · Hermann Wilker · Rudolf Fickeisen · Otto Fickeisen · Karl Leister                                                           | Regne Unit · Thames R.C.Julius Beresford · Karl Vernon · Charles Rought · Bruce Logan · Geoffrey Carr                                                                                        | Dinamarca · PolytekniskErik Bisgaard · Rasmus Frandsen · Mikael Simonsen · Poul Thymann · Ejgil Clemmensen                                                         |
| Quatre amb timoner detalls                       | Imperi Alemany · LudwigshafenAlbert Arnheiter · Hermann Wilker · Rudolf Fickeisen · Otto Fickeisen · Karl Leister                                                           | Regne Unit · Thames R.C.Julius Beresford · Karl Vernon · Charles Rought · Bruce Logan · Geoffrey Carr                                                                                        | Noruega · Christiania RKHenry Larsen · Mathias Torstensen · Theodor Klem · Håkon Tønsager · Ejnar Tønsager                                                         |
| Quatre amb timoner modalitat "inriggers" detalls | Dinamarca · Nykjøbings paa FalsterEjler Allert · Jørgen Hansen · Carl Møller · Carl Pedersen · Poul Hartmann                                                                | Suècia · Roddklubben af 1912Ture Rosvall · William Bruhn-Möller · Conrad Brunkman · Herman Dahlbäck · Wilhelm Wilkens                                                                        | Noruega · OrmsundClaus Høyer · Reidar Holter · Magnus Herseth · Frithjof Olstad · Olav Bjørnstad                                                                   |
| Vuit amb timoner detalls                         | Regne Unit · Leander ClubEdgar Burgess · Sidney Swann · Leslie Wormald · Ewart Horsfall · James Angus Gillan · Arthur Garton · Alister Kirby · Philip Fleming · Henry Wells | Regne Unit · New College, OxfordWilliam Fison · William Parker · Thomas Gillespie · Beaufort Burdekin · Frederick Pitman · Arthur Wiggins · Charles Littlejohn · Robert Bourne · John Walker | Imperi Alemany · BerlinOtto Liebing · Max Bröske · Max Vetter · Willi Bartholomae · Fritz Bartholomae · Werner Dehn · Rudolf Reichelt · Hans Matthiae · Kurt Runge |

## Medaller
| Posició | País           | Or | Argent | Bronze | Total |
| 1       | Regne Unit     | 2  | 2      | 0      | 4     |
| 2       | Dinamarca      | 1  | 0      | 1      | 2     |
| 2       | Imperi Alemany | 1  | 0      | 1      | 2     |
| 4       | Bèlgica        | 0  | 1      | 0      | 1     |
| 4       | Suècia         | 0  | 1      | 0      | 1     |
| 6       | Canadà         | 0  | 0      | 1      | 1     |
| 6       | Noruega        | 0  | 0      | 1      | 1     |
| 6       | Imperi Rus     | 0  | 0      | 1      | 1     |